# Bodianus atrolumbus
Bodianus atrolumbus is een straalvinnige vissensoort uit de familie van lipvissen (Labridae). De wetenschappelijke naam van de soort werd in 1839 als Cossyphus atrolumbus gepubliceerd door Achille Valenciennes.

## Beschrijving
Bodianus atrolumbus wordt zo'n 30 cm lang. De vis is makkelijk te herkennen aan de voorste helft die een opvallende gouden kleur heeft. In het midden van de flanken loopt een witte streep. Achter de streep zien we een grote zwarte vlek en een zwart uiteinden van de rugvin. Het patroon stemt overeen met Bodianus perditio. Bodianus atrolumbus is te onderscheiden door zijn gouden kleuren, perditio is lichtgeel met stippen.

## Leefwijze
De vis leeft in het westen van de Indische Oceaan, tussen de Mascarenen en kust van Zuidoost-Afrika. De soort komt voor nabij koraalriffen. Hij leeft van ongewervelde dieren zoals krabben en zee-egels. Bodianus atrolumbus wordt zelden in gevangenschap gehouden.